# Klemens Großimlinghaus
Klemens Großimlinghaus, född den 6 december 1941 i Krefeld, död den 27 juni 1991 på samma plats, var en tysk (västtysk) tävlingscyklist. På bana blev han silvermedaljör i lagförföljelselopp vid Världsmästerskapen 1963 och västtysk mästare fyra gånger och som professionell (från oktober 1964 till 1968) vann han Montreals sexdagarslopp 1965 i par med Klaus Bugdahl och blev tysk mästare i både omnium och madison 1967.

## Meriter

### Bana
1961
 Västtysk mästare i omnium för amatörer
 Västtysk mästare i madison för amatörer med Lothar Claesges.
1962
 Västtysk mästare i omnium för amatörer
1963
 Västtysk mästare i lagförföljelselopp för amatörer (med Lothar Claesges, Ernst Streng och Hans-Peter Kanters)
 2:a i lagförföljelselopp för amatörer vid Världsmästerskapen (med Lothar Claesges, Karl-Heinz Henrichs och Ernst Streng)
1964
2:a i Münsters sexdagars med Rolf Roggendorf
3:a i individuellt förföljelselopp vid Västtyska mästerskapen
3:a i Berlins sexdagars (okt.) med Sigi Renz
3:a i individuellt förföljelselopp vid Västtyska mästerskapen
1965
Vinnare av Montreals sexdagars med Klaus Bugdahl
1966
3:a i Münsters sexdagars med Winfried Bölke
1967
 Västtysk mästare i omnium
 Västtysk mästare i madison med Winfried Bölke
3:a i individuellt förföljelselopp vid Västtyska mästerskapen
1968
3:a i individuellt förföljelselopp vid Västtyska mästerskapen

### Landsväg
1967
3:a i linjelopp vid Västtyska mästerskapen.
1968
5:a i GP Union Dortmund